# كوليت وولف
كوليت وولف (بالإنجليزية: Collette Wolfe)‏ هي ممثلة أمريكية، ولدت في 4 أبريل 1980 في الولايات المتحدة. بدأت مشوارها المهني سنة 2005.

## أعمال

### أفلام
- (2008) سيمي برو
- (2009) 17 مرة أخرى[8][9]
- (2011) شاب بالغ[10]
- (2014) بين النجوم
- (2015) آلة الزمن الساخنة 2[11][12]

### مسلسلات
- رجال ماد
- كيف قابلت أمكما

## وصلات خارجية
- كوليت وولف على موقع IMDb (الإنجليزية)
- كوليت وولف على موقع ألو سيني (الفرنسية)
- كوليت وولف على موقع أول موفي (الإنجليزية)
- كوليت وولف على موقع قاعدة بيانات الأفلام السويدية (السويدية)
- كوليت وولف على موقع قاعدة بيانات الفيلم (الإنجليزية)
- كوليت وولف على موقع كينوبويسك (الروسية)